# Uerkheim
Uerkheim é uma comuna da Suíça, no Cantão Argóvia, com cerca de 1.291 habitantes. Estende-se por uma área de 7,09 km², de densidade populacional de 182 hab/km². Confina com as seguintes comunas: Bottenwil, Holziken, Kölliken, Safenwil, Schöftland, Staffelbach, Zofingen.
A língua oficial nesta comuna é o Alemão.